# مات فاندا
مات فاندا (بالإنجليزية: Matt Vanda)‏ مواليد 16 أكتوبر 1978 في أريزونا، هو ملاكم محترف أمريكي. أول نزال له كان في وزن الويلتر سنة 1996 ضد إد فولر في كيارني وفاز به في الجولة الثانية.

## إحصائيات
خاض خلال مسيرته 61 نزالا، فاز في 45 ولم يتعادل وخسر في 16. فاز بالضربة القاضية في 25 نزالا.

## روابط خارجية
- مات فاندا على موقع بوكس ريك (الإنجليزية) (registration required)